# Andrey Garbe
Andrey Pereira Garbe (Bragança Paulista, 4 de janeiro de 1997) é um nadador paralímpico da seleção brasileira. 
Perdeu sua perna direita com um ano e meio de vida, devido a meningite. 
A natação o escolheu aos nove anos de idade, quando o professor de Educação Física o convidou para nadar. Andrey Garbe encontrou ali seu maior dom e forças para superar a perda do membro inferior. 
Atualmente ele é o sétimo melhor do mundo no nado costas, classe S9. 
Em sua estreia, nos jogos Parapan-Americanos, ganhou medalha de ouro, assim como no Mundial da Holanda. Conquistou prata no Mundial da Rússia  e medalha de bronze nos Jogos Paralímpicos de Verão de 2016 no Rio de Janeiro, representando seu país na categoria revezamento 4x100 metros medley.
Atualmente possui a marca de 102 medalhas de ouro, 63 medalhas de prata e 27 medalhas de bronze.